# Norra Åsums socken
Norra Åsums socken i Skåne ingick i Gärds härad, uppgick 1941 i Kristianstads stad, området ingår sedan 1971 i Kristianstads kommun och motsvarar från 2016 Norra Åsums distrikt.
Socknens areal var 35,58 kvadratkilometer land. År 2000 fanns här 5 909 invånare.

## Administrativ historik
Socknen har medeltida ursprung. Före den 1 januari 1886 (ändring enligt beslut den 17 april 1885) var namnet Åsums socken. Vid kommunreformen 1862 övergick socknens ansvar för de kyrkliga frågorna till Åsums församling och för de borgerliga frågorna bildades Åsums landskommun. Landskommunen uppgick 1941 i Kristianstads stad som 1971 ombildades till Kristianstads kommun.
1 januari 2016 inrättades distriktet Norra Åsum, med samma omfattning som församlingen hade 1999/2000. 
Socknen har tillhört län, fögderier, tingslag och domsagor enligt vad som beskrivs i artikeln Gärds härad. De indelta soldaterna tillhörde Norra skånska infanteriregementet, Gärds kompani och Skånska dragonregementet, Livskvadron.

## Geografi
Norra Åsums socken ligger sydväst om Kristianstad och med Hammarsjön i öster och Helge å i sydost. Socknen är en odlad slättbygd.
Lillö borgruin, en del av tätorten Kristianstad, liksom stadsdelen Vilan samt byarna Norra Åsum, Åsumtorp, Hoby, Härlöv och Härlövs ängar ingår också i Norra Åsums socken.
Norra Åsum och Åsumfältet nämndes i Carl von Linnés Skånska resa år 1749. Åren 1946-1994 var Kungliga Wendes artilleriregemente A3 förlagt till Åsumfältet.

## Fornlämningar
I Norra Åsums socken har en hjorthornsyxa från äldre stenåldern (ca 8300-4200 f Kr) hittats och vid Åsums by har minst 6000 år gamla boplatslämningarna påträffats. Inom området finns även lämningar från brons- och sen järnålder. Från järnåldern finns domarringar och resta stenar.

## Namnet och tidig historia
Byn Åsum dyker för första gången upp omkring år 1200 i skriftliga källor, i Saxo Grammaticus ”Danmarks krønike”.
Enligt denna krönika skulle ett trekonungaslag, mellan Knut den store av Danmark å ena sidan och Olav den helige av Norge och Anund Jacob av Sverige å den andra, ha stått vid Helge å år 1026 och många döda skulle då ha begravts vid ”Byen Asum der ligger vid Aaen”. Årtalet för Slaget vid Helgeå var enligt Anglosaxiska krönikan 1025. Vid Norregård, strax norr om dagens bykärna, har en tidigmedeltida (1000-1100-tal) kyrkogård hittats och i anslutning till denna fanns troligen även en äldre stavkyrka.
Strax intill kyrkogården återfanns även lämningar efter en tidigmedeltida boplats, vilken troligen var en föregångare till den bebyggelse som växte upp i anslutning till den nuvarande kyrkan.
Den nuvarande Norra Åsums kyrka är byggd i slutet av 1100-talet och den nya byn växte sedan fram norr och öster därom.
Namnet skrevs 1261 Asum och kommer från kyrkbyn. Namnet betyder åsarna (dativ pluralis "åsum").